# Gorgone (papillon)
Pour les articles homonymes, voir Gorgone (homonymie).
Lasiommata petropolitana
Espèce
La Gorgone (Lasiommata petropolitana) est une espèce de lépidoptères (papillons) appartenant à la famille des Nymphalidae, à la sous-famille des Satyrinae et au genre Lasiommata.

## Dénomination
La Gorgone a été nommée Lasiommata petropolitana par Johan Christian Fabricius en 1787.
Synonymes : Papilio  petropolitana Fabricius, 1787; Papilio hiera Fabricius, 1777; Pararge petropolitana [Otakar Kudrna]; Lasiommata hiera,.

### Noms vernaculaires
La Gorgone  se nomme Northern Wall brown en anglais.

### Sous-espèces
- Lasiommata petropolitana falcidia (Fruhstorfer, 1908)
- Lasiommata petropolitana ominata (Krulikovsky, 1903), dans le nord de l'Europe et l'ouest de la Sibérie.
- Lasiommata petropolitana sestia (Fruhstorfer, 1908), dans l'Altaï[1].

## Description
La Gorgone est un papillon de taille moyenne de couleur  marron clair terne à marron foncé aux antérieures ornées d'une bande submarginale formée de quelques taches jaune orangé avec un ocelle noir pupillé de blanc à l'apex et aux postérieures montrant deux ou trois ocelles juste cernés de jaune orangé.
Le verso des antérieures est marqué de jaune orangé avec l'ocelle noir pupillé de blanc et cerné de jaune à l'apex, alors que les ailes postérieures sont de couleur terne beige grisé, ornées d'une ligne d'ocelles noirs pupillés de blanc, cerclés successivement d'une couronne ocre clair puis d'une ligne ocre foncé.

## Biologie
Elle hiverne à l'état larvaire ou nymphal.

### Période de vol et hivernation
La Gorgone vole en une génération entre avril et août, une seconde génération partielle peut exister au sud de son aire.

### Plantes hôtes
Les plantes hôtes de sa chenille sont diverses poacées (graminées): Festuca ovina,  Dactylis glomerata, Calamagrostis epigejos, Phalaris arundinacea, Calamagrostis purpurea, Roegneria canina,.

## Écologie et distribution
La Gorgone  est présente en Europe nordique (Suède, Norvège, Finlande et Pays baltes) et dans les principaux massifs européens, Pyrénées, Alpes, Carpates d'où sa présence en France et Suisse et dans toute l'Asie tempérée jusqu'en Mongolie et dans le nord de la Chine,,.
La Gorgone  est présente dans les départements de haute montagne de la France métropolitaine, Vaucluse, Hautes-Alpes, Alpes-de-Haute-Provence et Alpes-Maritimes,. Pour d'autres sources, elle est présente dans les Pyrénées et dans l'ensemble des départements alpins.

### Biotope
La Gorgone réside dans les pentes herbues pierreuses, dans les clairières des bois de conifères, du niveau de la mer dans le Grand Nord jusqu'à 1 800 m dans les Alpes méridionales.

### Protection
Pas de statut de protection particulier.